# Gnome-Rhône 14M
Gnome-Rhône 14M byl předválečný francouzský vzduchem chlazený dvouhvězdicový čtrnáctiválcový letecký motor, který byl poháněl řadu typů francouzských (a i několika německých) letadel ještě během druhé světové války. Drobnou technickou zajímavostí koncepce tohoto motoru je, že se v oné době jednalo o jeden z mála krátkozdvihových leteckých motorů (tj., že hodnota vrtání válce je větší, než zdvih — poměr L/D byl 0,95).
Tento motor na základě zakoupené licence v Československu vyráběla firma Walter a.s., továrna na automobily a letecké motory v Praze — Jinonicích pod názvem Walter 14M Mars v letech 1937 až 1940.

## Použití
- Breguet 693
- Gotha Go 244
- Hanriot NC 530
- Hanriot NC 600
- Henschel Hs 129
- Messerschmitt Me 323
- Potez 631
- Potez 633
- Potez 637
- Potez 662
- Potez 63.11

## Technické údaje motoru G&R 14M-7
Data pocházejí ze sovětské publikace Авиационные моторы военных воздушных сил иностранных государств (Letecké motory vojenských vzdušných sil cizích států).
Dvouhvězdicový čtrnáctiválcový čtyřdobý zážehový přeplňovaný letecký motor chlazený vzduchem, opatřený reduktorem s převodem 1,416 667 (17÷12). Reduktor je souosý s klikovým hřídelem. Motor je uzpůsoben pro montáž různých typů stavitelných levotočivých vrtulí. Přeplňování zajišťuje jednostupňový odstředivý kompresor, pohon od klikového hřídele přes jednorychlostní převod do rychla (multiplikátor). Rozvod OHV řízený vačkovým kotoučem, dva ventily na válec (výfukové ventily chlazené sodíkem). Klikový hřídel se dvěma klikami, skládaný, třídílný, s protizávažími. Je uložen ve dvojici válečkových ložisek (na obou koncích, ale není uložen mezi oběma klikami, tj. mezi hvězdicemi). Zapalování zdvojené (se dvěma svíčkami v každém válci), plně stíněné, zajišťují je dvě magneta typu R.B. P14BE. Mazání tlakové oběžné se suchou klikovou skříní (tj. olej je z motoru odsáván do samostatné olejové nádrže). Tři zubová olejová čerpadla (jedno tlakové a dvě odsávací). Provozní tlak oleje 5 kg.cm². Příprava palivové směsi vertikálním karburátorem Bronzavia 110LC. Karburátor má automatickou výškovou korekci a samočinnou regulaci bohatosti směsi podle okamžitých provozních podmínek. Předepsaným palivem je ethylizovaný letecký benzín s oktanovým číslem nejméně 85.
- Vrtání: 122 mm
- Zdvih: 116 mm
- Celková plocha pístů: 1636,58 cm²
- Zdvihový poměr L÷D (zdvih ÷ vrtání): 0,950 819
- Zdvihový objem: 18,984 litru
- Kompresní poměr: 6,50
- Průměr motoru: 0,964 m
- Hmotnost suchého motoru (tj. bez provozních náplní): 419 kg
- Střední efektivní tlak: 10,952 kg.cm² (1,074 MPa)
- Max. vzletový výkon: 700 koní (514,85 kW) při 3030 ot/min
- Výkon ve výšce 4000 metrů: 660 k (485,43 kW) při 3030 ot/min
- Měrný výkon (poměr hmotnost ÷ výkon): 0,598 57 kg/k (0,813 83 kg/kW)
- Výkonové zatížení: 0,427 7 k/cm² plochy pístu (0,314 59 kW/cm²)
- Litrový výkon (poměr výkon ÷ zdvihový objem): 36,87 k/litr (27,12 kW/l)
- Měrná spotřeba paliva: 220 g.k.h (299 g.kW.h)